# Epidemia (film 1987)
Epidemia (oryg. Epidemic) − duński film z 1987 roku w reżyserii Larsa von Triera.

## Obsada
- Allan De Waal
- Ole Ernst
- Michael Gelting
- Colin Gilder
- Svend Ali Hamann jako on sam
- Claes Kastholm Hansen jako on sam
- Ib Hansen
- Anja Hemmingsen
- Kirsten Hemmingsen
- Cæcilia Holbek Trier jako ona sama
- Gert Holbek
- Udo Kier jako on sam
- Joergen Christian Krueff jako on sam
- Jan Kornum Larsen
- Gitte Lind jako ona sama